# Sicarius rupestris
Sicarius rupestris là một loài nhện trong họ Sicariidae. S. rupestris được miêu tả năm 1881 bởi Holmberg.